# メッセンジャーズ
メッセンジャーズ (Messengers)は1962年から1972年にかけて活動したアメリカのポップロックバンド。代表曲は「気になる女の子」 ("That's The Way A Woman Is")。

## 来歴
1962年にミネソタで結成（メッセンジャーズ #1）。1965年に地元のSomaレコードからシングル"My Baby"をリリース後、解散。
1967年、オリジナルメンバーのひとりグレッグ・ジェレセックはミルウォーキーの大学で新しいメッセンジャーズ（メッセンジャーズ #2）を結成、シカゴのU.S.A.レコードからウィルソン・ピケットのカバー "Midnight Hour"を1967年にリリースし、ヒットさせる。地元のDJでプロデューサーとして名前だけ貸していたポール・クリスティは、メンバーにこの曲を演奏するツアーを持ちかけるも拒否され、バンドはU.S.A.から大手のモータウンへ移籍。傘下のSoulレーベルからシングル"Window Shopping"を同年リリース。
諦めきれないクリスティは、まったく無関係のThe Del-Marsというバンドをスカウトし、"Midnight Hour"のB面を彼らの曲と差し替えたシングルを「マイケル＆メッセンジャーズ」の名義で、同じレコード番号で再プレスし、ツアーさせる。彼らは1967年から1968年に4枚のシングルをU.S.A.にのこして解散。
一方オリジナルのメッセンジャーズは1969年にピーター・バランスを除いてメンバーを総入れ替え（メッセンジャーズ #3）、ジェレセックは裏方へ廻ることになる。モータウン傘下のRare EarthレーベルからLPを発売するもチャートインすることはなかった。1971年7月に、メンバーのマイケル・モーガンとジョン・ホイヤー作による"That's The Way A Woman Is"をシングル発表。本国では62位とパッとしなかったものの、日本では「気になる女の子」の邦題でオリコンチャート5位の大ヒットとなる。1972年7月には来日、コンサートやテレビ出演を果たすが、帰国後にモータウンから契約を打ち切られて解散した。
なお、アメリカではマイケル＆メッセンジャーズの2枚目のシングル「ロミオ＆ジュリエット」が60年代サイケデリック音楽の名作オムニバス・アルバム『ナゲッツ：オリジナル・アーティファクツ・フロム・ザ・ファースト・サイケデリック・エラ、1965–1968』（1972年）に収録されているため、オリジナルのメッセンジャーズよりも知名度が高い。
2018年3月の時点では単独のCDは発売されていないが、『The Complete Motown Singles vol.11B:1971』という5枚組CDに「気になる女の子 (MONO)」「ジャングル」「気になる女の子 (STEREO)」の3曲が収録されている。

## メンバー

### メッセンジャーズ #1 (1962年-1965年)
- グレッグ・バンビネク（ギター）
- ロイ・バーガー（ギター）
- グレッグ・ジェレセック（ベース）
- ジム・マレー（ドラムス）
- チップ・アンドリュース（オルガン）

### メッセンジャーズ #2 (1966年-1969年)
- ジェフ・テイラー（ボーカル）
- ピーター・バランス（ギター、ボーカル）
- グレッグ・ジェレセック（ベース、ボーカル）
- オージー・ユリシカ（ドラムス）
- ジェシー・ロウ（オルガン、ボーカル）

### マイケル&メッセンジャーズ (1967年-1968年)
- ウェイン・ベックナー（ボーカル）
- トム・フィニ（ギター）
- ロン・ギャノン（ベース）
- ポール・"マイケル"・コセンザ（ドラムス）
- ジャック・デカロリス（オルガン）

### メッセンジャーズ #3 (1969年-1972年)
- マイケル・モーガン（ボーカル、キーボード）
- ピーター・バランス（ギター）
- ジョン・ホイヤー（ベース）
- ロバート・キャバロ（ドラムス、ボーカル）

## ディスコグラフィ

### アメリカで発売されたもの

#### シングル
- My Baby / I've Seen You Around (Soma 1427,1965) メッセンジャーズ #1
- Midnight Hour / Hard Hard Year (U.S.A. 866 1st press,1966) メッセンジャーズ #2
- Window Shopping / California Soul (Soul 35037,1967) メッセンジャーズ #2
- Right On / I Gotta Dance (Home Made #01,1969) メッセンジャーズ #3
- That's The Way A Woman Is / Jungle (Rare Earth 5032,1971) メッセンジャーズ #3

#### アルバム
- Messengers (Rare Earth RS-509,1969) メッセンジャーズ #3

### 日本で発売されたもの

#### シングル
- 気になる女の子／あの娘のレター（1971年11月）日本ビクター JET-2082 オリコン5位 メッセンジャーズ #3
- ジャングル／天国と地獄（1972年4月）日本ビクター JET-2111 メッセンジャーズ #3
- ビッグ・ステップ／リトル・ビット・フォー・サンデー （1972年）日本ビクター JET-2144 日本録音 メッセンジャーズ #3

#### アルバム
- 気になる女の子（1972年2月）日本ビクター SWG-7544
  - 本国では1969年に発売された唯一のLP "Messengers"に「気になる女の子」を加えた全13曲。 メッセンジャーズ #3

## コマーシャル
- 大塚製薬「アミノバリュー」（2005年）、アサヒビール「アクアゼロ」（2014年）、スズキ「ハスラー」（2021年）のCMに1971年に発売したメッセンジャーズ #3の「気になる女の子」がBGMテーマ曲に起用されて注目を浴びた。